# Андрей-Курган
Андре́й-Курга́н — хутор в составе Нефтекумского района (городского округа) Ставропольского края России.

## Этимология названия
Хутор назван по кургану, в основе наименования которого — антропоним Андрей:123.

Есть три версии, где делается попытка объяснить происхождение такого, на первый взгляд, странного названия… Согласно первой, на кургане был похоронен батрак Андрей, убитый своим хозяином. Есть ещё одна версия, свидетельствующая о том, что один хан, чтобы узнать, сколько у него подданных, приказал им принести по горстке земли, так в скором времени образовался целый холм. Скорее всего хана не так звали, но русские могли изменить имя на Андрей. Существует также предание, что атаман Андрей Щадрый, сподвижник знаменитого Ермака, привел с собой на Куму 300 человек и построил первую Андреевскую слободу, следы которой встречаются в ногайских степях — «Андрей-Тюпе» (Андреевы холмы).— Гаазов В. Л. «Ставрополь и его окрестности. Ставрополье в названиях»
В этимологическом словаре ногайских топонимов, составленном М. А. Булгаровой, происхождение наименования Андрей-Курган объясняется тем, что «в прошлом у этого кургана была организована торжественная встреча пристава по имени Андрей»:123.
Другие варианты названия хутора: Андрей Курган, Андрей курган.

## География
В окрестностях хутора находится месторождение Андрей-Курган, относящееся к Северо-Кавказско-Мангышлакской нефтегазоносной провинции.
Расстояние до краевого центра: 235 км.
Расстояние до районного центра: 17 км.

## История
Основан в 1929 году на реке Горькая Балка переселенцами Куриловыми и Колесниковыми из города Святой Крест.
На 1 марта 1966 года входил в состав Ачикулакского сельсовета с центром в селе Ачикулак:20.
На 1 января 1983 года хутор Андрей-Курган — центр Закумского сельсовета:21.
До 1 мая 2017 года был административным центром муниципального образования «Сельское поселение Закумский сельсовет» Нефтекумского муниципального района Ставропольского края.

## Население
| 1989 | 2002  | 2010  | 2014  | 2021  | 2023  |
| ---- | ----- | ----- | ----- | ----- | ----- |
| 1350 | ↗1977 | ↘1495 | ↘1400 | ↘1256 | ↗1400 |

По данным переписи 2002 года в национальной структуре населения русские составляли 37 %, даргинцы — 29 %.

## Инфраструктура
В хуторе есть социально-культурное объединение, детский сад № 21 «Одуванчик», средняя общеобразовательная школа № 9, фельдшерско-акушерский пункт.
Уличная сеть насчитывает 11 улиц.
В границах населённого пункта расположены 2 открытых кладбища: общественное, площадью 14313 м², и вероисповедальное, площадью 1882 м².

## Памятники
- Братская могила 22 советских воинов, погибших в боях с фашистскими захватчиками. 1942, 1950 года[20]